# Nikolai Sergejewitsch Dolgorukow

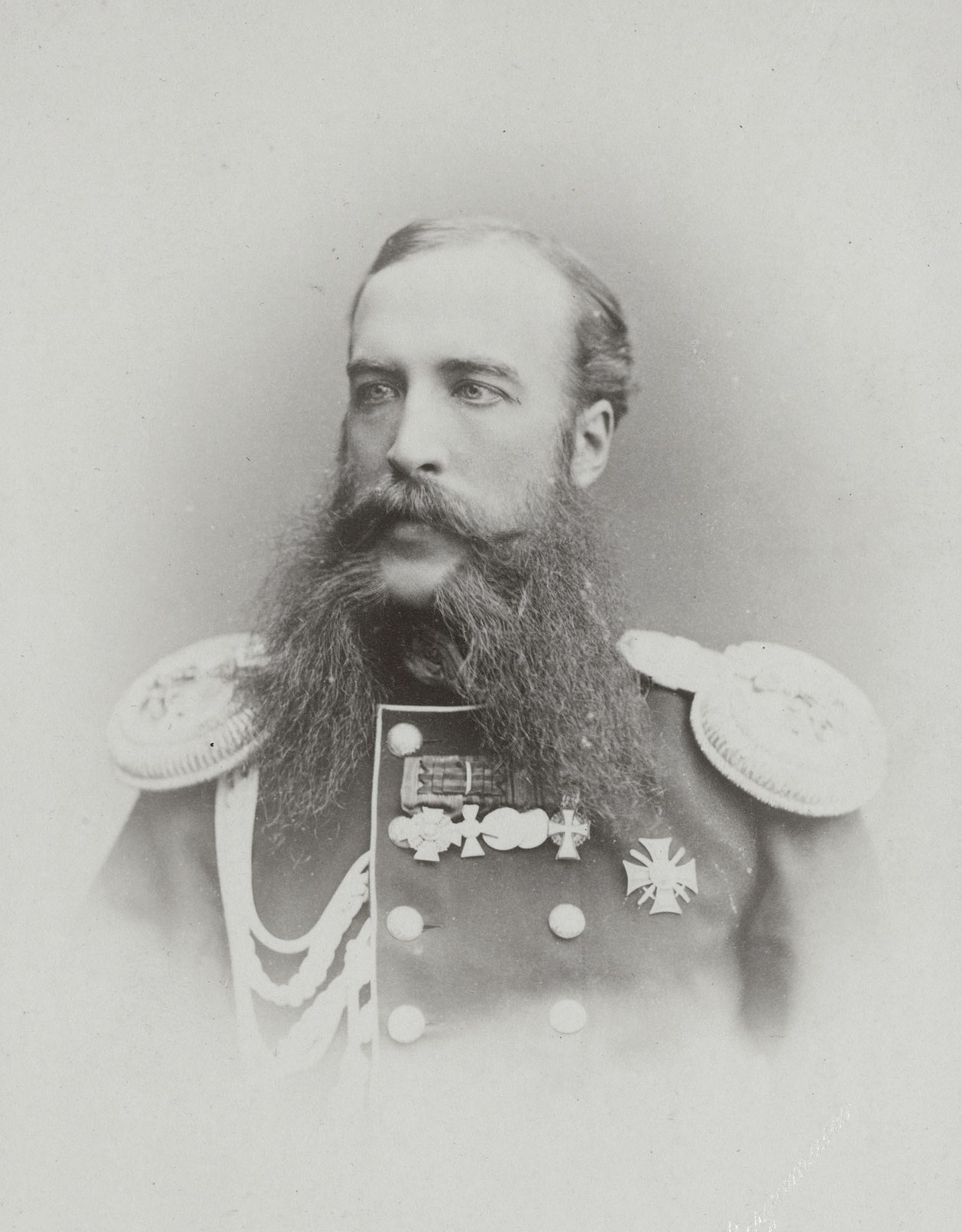
Nikolai Sergejewitsch Dolgorukow

Nikolai Sergejewitsch Dolgorukow (russisch Николай Сергеевич Долгоруков; * 1840; † 1913) war ein russischer Botschafter, von 1886 bis 1889 in Teheran, der Hauptstadt Irans.

## Leben
Die Eltern von Nikolai Sergejewitsch Dolgorukow waren Gräfin Marija Alexandrowna Apraksina  (* 1816; † 1892) und Fürst Sergei Alexejewitsch Dolgorukow (* 2. September 1809; † 16. September 1891 wahrer und geheimer Rat des Zaren).
Dolgorukow trat 1858 in das Leibgarderegiment zu Pferde ein. Nach einem Duell mit Graf Opermann wurde er degradiert und zur asymmetrische Kriegführung in den Kaukasus entsandt. Dolgorukow wurde 1860 in einen Militärorden aufgenommen, 1861 zum Unteroffizier  befördert, 1864 rehabilitiert und ins Leibgarderegiment aufgenommen, 1867 Adjutant des Zaren, 1882 Lehrer des Zaren und zum Generalmajor befördert. Von 1905 bis 1909 war er Ordonnanzoffizier im Generalstab des Zaren und begleitet Nikolaus II. (Russland) bei einem Besuch bei Wilhelm II. (Deutsches Reich). Ab 1912 war Dolgorukow Mitglied des zaristischen Staatsrates.